# Karen Elzing
Karen Elzing (14 mei 1993) is een wielrenner uit Nederland.
In 2012 werd Elzing tweede in de Parel van de Veluwe in het team Dolmans-Boels.
Bras · Decroix · Elzing · Ensing · Gercama · Kessler · Koster · Otten · Pijnenborg · Rooijakkers · Sáblíková · Spoor · Tchalykh · Trott · Van de Broek · Van der Kamp